# Хмельпиво

Пивзавод «Хмельпиво»

ПрАТ «Хмельницький обласний пивзавод» (скорочено ПрАТ «Хмельпиво») — підприємство харчової промисловості України, зайняте у галузі виробництва та реалізації сусла і пива. Розташоване у місті Хмельницькому.

## Історія
Хмельницький пивоварний завод було побудовано у 1901 році дворянином Подільської губернії Леоном Кляве. У 1907 році виробничі потужності заводу склали 148 тис. декалітрів пива. На початку 1920-х років після приходу на Поділля радянської влади, броварню було націоналізовано.
У радянський період підприємство входило до складу Хмельницького пивоб'єднання Укрхарчопрому. Приватизація пивзаводу зі створенням відкритого акціонерного товариства відбулася у грудні 1993 року. Станом на початок 2006 року виробничі потужності броварні були доведені до 1595 тис. дал. пива на рік, основна частина продукції реалізується в межах Хмельницької області.

## Асортимент продукції

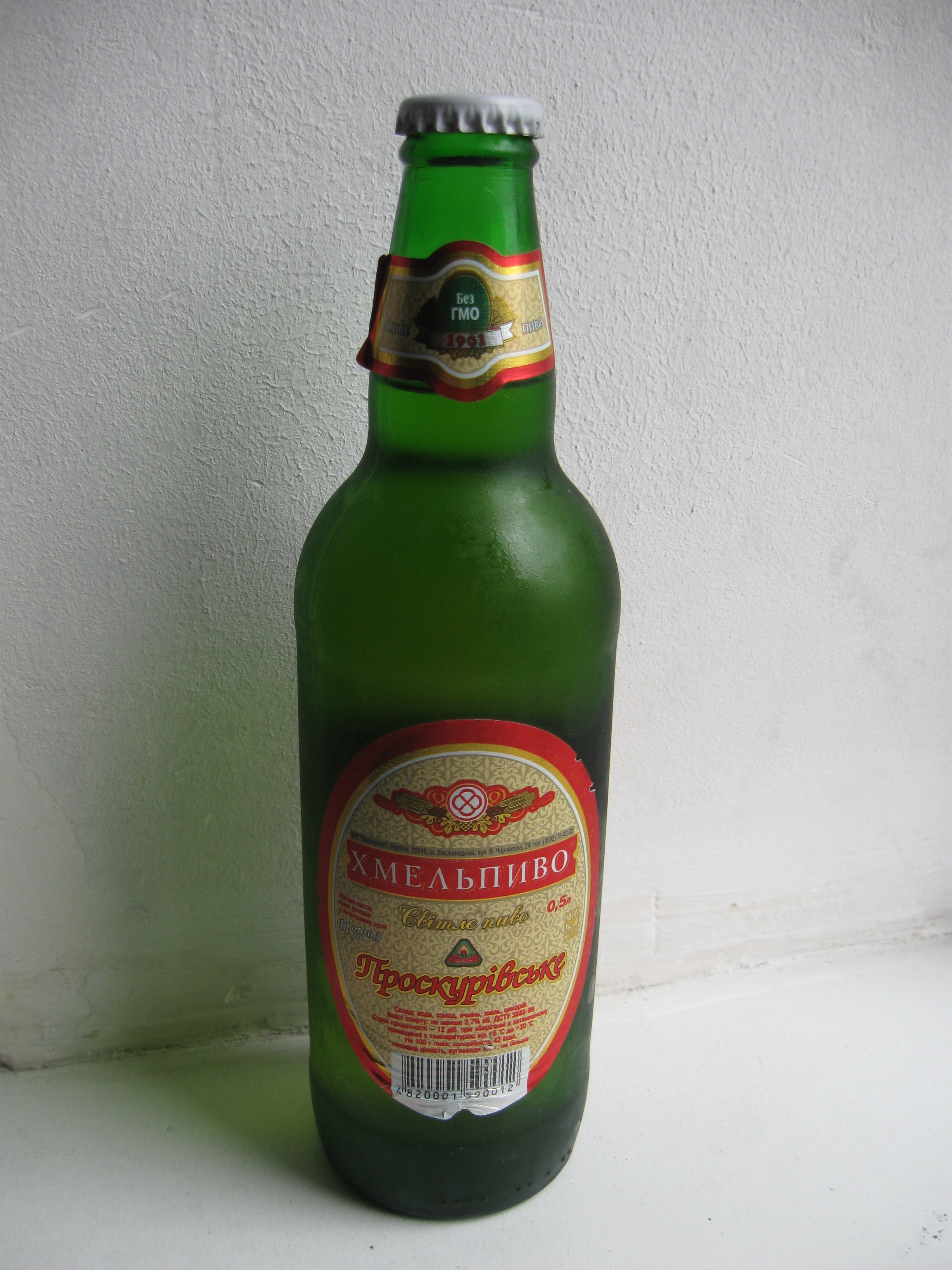
Півлітрова пляшка Проскурівського світлого

Продуктова політика броварні будується за сформульованим керівником підприємства принципом «Що хмельничанин хоче, те ми й виробляємо». У період максимального розширення асортименту продукції (у середині 2000-х) він нараховував 12 сортів пива, включаючи темне, безалкогольне, але згодом скоротився до п'яти:
- «Хмельницьке Світле» — Густина 12 %. Алк.об. 4,5 %.
- «Проскурівське Світле» — Густина 11 %. Алк.об. 4,2 %.
- «Проскурівське Кайф» — Густина 11 %. Алк.об. 3,7 %. Особливість сорту — додавання нетрадиційного для броварства пшона.
- «Проскурівське Premium» — Густина 13 %. Алк.об. 4,6 %.
- «Жигулівське Світле» — Густина 11 %. Алк.об. 3,7 %.

Пиво розливається у скляні пляшки 0,5 л та кеги 50 л. Усі сорти пива броварні не містять консервантів, тому мають дуже обмежений термін придатності для споживання (20 діб).

## Виноски
1. ↑  Проскурівський броварник Леон Кляве.{{cite web}}:  Обслуговування CS1: Сторінки з параметром url-status, але без параметра archive-url (посилання)